# Bàn Thạch
Bàn Thạch là một xã thuộc huyện Giồng Riềng, tỉnh Kiên Giang, Việt Nam.

## Địa lý
Xã Bàn Thạch có vị trí địa lý:
- Phía đông giáp xã Thạnh Hòa
- Phía tây giáp huyện Châu Thành
- Phía nam giáp xã Long Thạnh
- Phía bắc giáp xã Bàn Tân Định.

Xã Bàn Thạch có diện tích 21,08 km², dân số năm 2020 là 11.976 người, mật độ dân số đạt 568 người/km².

## Hành chính
Xã Bàn Thạch được chia thành 7 ấp: Cây Trôm, Giồng Đá, Láng Sen, Láng Sơn, Rạch Cũ, Tà Yểm, Trần Tác Chiến.

## Lịch sử
Ngày 27 tháng 9 năm 1983, Hội đồng Bộ trưởng ban hành Quyết định số 107-HĐBT về việc chia xã Bàn Tân Định thành 2 xã lấy tên là xã Bàn Tân Định và xã Bàn Thạnh.
Ngày 31 tháng 5 năm 1991, Ban Tổ chức Chính phủ ban hành Quyết định số 288-TCCP về việc sáp nhập xã Bàn Thạch vào xã Bàn Tân Định.
Ngày 14 tháng 11 năm 2001, Chính phủ ban hành Nghị định số 84/2001/NĐ-CP về việc thành lập xã Bàn Thạch trên cơ sở 2.106,4 ha diện tích tự nhiên và 9.663 nhân khẩu của xã Bàn Tân Định.